# Kujū-san
Monte Kujū (久住山 Kujū-san?) es la montaña más alta de la isla de Kyushu, Japón. Se ubicación se encuentra en la prefectura de Oita. Se eleva a 1788 metros sobre el nivel del mar. Cerca de estas montañas se encuentran las aguas termales de Akagawa.